# Roswitha Lopez
Roswitha Lopez (sinh ngày 13 tháng 11 năm 1969) là một cựu vận động viên bơi nghệ thuật đến từ Aruba. Bà từng thi đấu trong solo nữ và đôi nữ tại Thế vận hội Mùa hè 1988.